# 튼튼이의 모험
"튼튼이의 모험"은 2018년에 개봉한 대한민국의 영화이다. 2016년 독립영화  "델타 보이즈"로 주목을 받은 고봉수 감독이 전작에 출연한 김충길, 백승환, 신민재를 다시 캐스팅하여 만들었다. 폐지 위기에 처한 고등학교 레슬링부 선수를 기준으로 청춘의 열정과 꿈을 그렸다. 제작비가 2천만원이라고 밝힌 초저예산영화이다.

## 줄거리
전남 함평의 한 고등학교(대풍고). 충길(김충길)은 존폐 위기에 빠진 레슬링부를 살리기 위해 백방으로 노력 중이다. 전국체전 예선 2주를 남겨두고 가까스로 막노동을 하는 친구 진권(백승환)과 얼치기 불량써클 블랙타이거의 똘마니 멤버 혁준(신민재)을 팀에 합류시켜 지옥훈련에 들어간다. 과연 기적은 이뤄질까.

## 캐스팅
- 김충길 : 충길 역
- 백승환 : 진권 역
- 신민재 : 혁준 역
- 고성완 : 상규 역
- 윤지혜 : 지혜 역
- 조준희 : 석태 역
- 박원진 : 충길아빠 역

- 김채이 : 신아 역
- 김창은 : 혁재 역
- 정상준 : 광해 역
- 김윤정 : 혁준누나 역
- 나이순 : 진권엄마 역
- 표성균 : 교장 역
- 이현재 : 고물상김씨 역
- 서베로니카 : 미용실손님 역
- 김정기 : 블랙타이거 1 역
- 김진순 : 블랙타이거 2 역
- 임혜인 : 미팅녀 1 역
- 이슬기 : 미팅녀 2 역
- 정주연 : 미팅녀 3 역
- 노은경 : 슈퍼주인 역
- 전경민 : 치킨집주인 역
- 서남열 : 경찰 1 역
- 이경행 : 경찰 2 역
- 이건창 : 진권상대선수 역
- 채수빈 : 버스기사 역
- 최종술 : 남자승객 역
- 양종혁 : 아이승객 역
- 이호정 : 여자승객 / 선생님 역
- 이민주 : 한의원원장 역
- 이영현 : 골프고코치 역
- 문성주 : 골프고선수 1 역
- 송기엽 : 골프고선수 2 역
- 윤영민 : 골프고선수 3 역
- 윤성용 : 주심 역
- 권하늘 : 심판장 역
- 김홍영 : 점수판 역

## 영화 정보
- 2017년 제18회 전주국제영화제 코리아시네마스케이프 섹션에서 상영되었다. 고봉수 감독은 2016년 "델타 보이즈"에 이어 2년 연속 전주국제영화제에 초청받았다.[1]
- 고봉수 감독과 주연배우 김충길, 백승환, 신민재는 "델타 보이즈"에 이어 "튼튼이의 모험"에서 다시 뭉쳤다.[2]
- 코치로 등장하는 고성완은 고봉수 감독의 친삼촌이고, 진권(백승환)의 엄마 역, 고물상 김씨 아저씨, 슈퍼 주인, 치킨집 주인, 경찰관은 모두 함평 현지에서 캐스팅된 일반인이다.  레슬링 경기 예선전 상대팀 코치와 선수들은 함평골프고 레슬링팀 코치와 선수이다.
- 영화 제목은 고봉수 감독이 평소 좋아하던 크라잉넛의 노래 '튼튼이의 모험'을 가져왔다. 감독은 노래의 가사가 이번 작품의 이야기와 너무 잘 맞아떨어진다는 생각했다고 한다. 크라잉넛의 노래 '5분세탁'도 나온다.[2]
- "튼튼이의 모험"은 2018년 6월 21일 전국 88개 스크린에서 개봉되어 첫날 146회 상영되었다. 최종 흥행기록은 서울시 2647명을 포함하여 전국 4820명을 기록했다.[3]
- 2019년 4월 5일 KBS 1TV 독립영화관 시간에 방송되었다.[4]

## 수상
- 2017년 제18회 전주국제영화제 대명컬처웨이브상
- 2018년 제27회 부일영화상 신인남자연기상 - 김충길

## 같이 보기
- 2018년 대한민국의 영화 목록